# AQUA@home
AQUA@Home es un proyecto de computación distribuida creado por D-Wave Systems para la plataforma informática (BOINC). Su objetivo es predecir el rendimiento de computadores cuánticos superconductores adiabáticos en una variedad de problemas derivados de temas como ciencia de materiales y aprendizaje automático. AQUA@Home diseña y analiza algoritmos de computación cuántica, usando técnicas de Quantum Monte Carlo.
AQUA@Home es el primer proyecto BOINC que provee aplicaciones de múltiples hilos de ejecución. También es el primer proyecto que implementa una aplicación de prueba OpenCL bajo BOINC.
Una lista de los trabajos resultantes de las computaciones de AQUA@HOME está disponible en línea.